# Mitch Landrieu

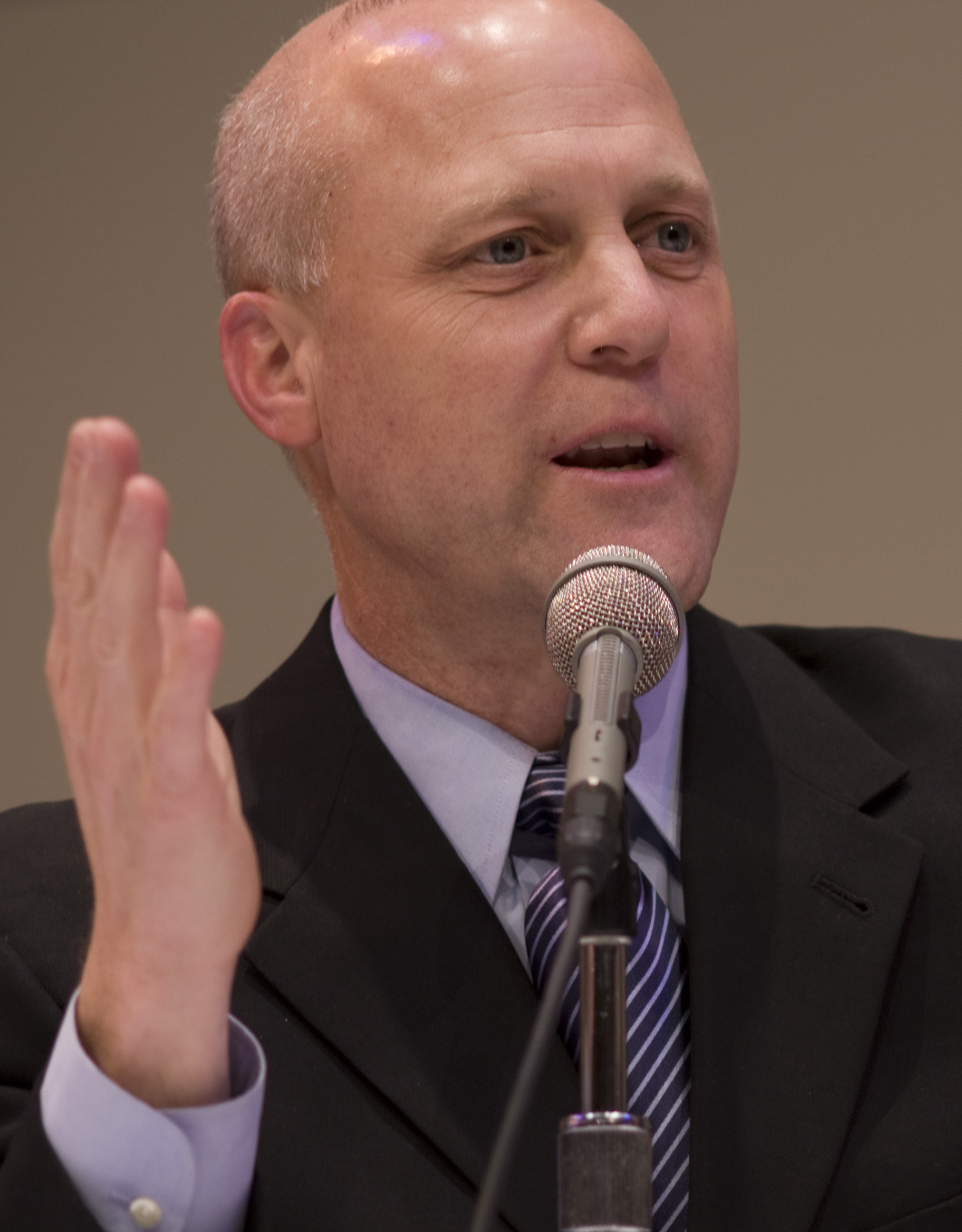

Mitchell Joseph "Mitch" Landrieu, född 16 augusti 1960 i New Orleans, Louisiana, är en amerikansk advokat och demokratisk politiker.
Landrieu var borgmästare i New Orleans från 2010 till 2018. Han var viceguvernör i delstaten Louisiana 2004–2010. Han är bror till den tidigare amerikanska senatorn Mary Landrieu.
Mitch Landrieu växte upp i New Orleans som son till Moon Landrieu som var stadens borgmästare 1970–1978. Han gick i skola i Jesuit High School, avlade grundexamen vid The Catholic University of America och juristexamen vid Loyola University New Orleans.
Landrieu efterträdde 2004 Kathleen Blanco som viceguvernör. I 2010 års borgmästarval i New Orleans tog han en säker seger i första omgången med 66% av rösterna. Han avgick i maj 2010 som viceguvernör och efterträdde Ray Nagin i borgmästarämbetet.
Landrieu är gift med Cheryl P. Landrieu. Paret har fem barn.